# Всемирный день урбанизма
Всемирный день урбанизма (англ. World Urbanism Day), также известный как «Всемирный день градостроительства» — праздник, предложенный в 1949 году профессором Университета Буэнос-Айреса Карлосом Марией делла Паолера, выпускником Института урбанизма в Париже, для развития общественного и профессионального интереса к планированию городов. Отмечается ежегодно 8 ноября более чем в 30 странах на четырёх континентах. Этот день используется для пропаганды роли городского планирования с целью создания благоприятных условий для жизни городских сообществ. Всемирный день урбанизма представляет собой прекрасную возможность взглянуть на планирование городов с глобальной точки зрения, привлечь внимание политиков и граждан к воздействию на окружающую среду в результате развития городов и территорий. В этот день проводит свои мероприятия Американский институт сертифицированных специалистов по городскому планированию (англ. American Institute of Certified Planners, AICP).